# Sibylle Bergemann
Sibylle Bergemann (née le 29 août 1941 à Berlin et morte le 1er novembre 2010 à Gransee) est une photographe allemande de renommée internationale. Elle est notamment membre fondateur de l'agence photographique Ostkreuz.

## Biographie
Sibylle Bergemann poursuit de 1958 à 1960 une formation pour devenir vendeuse, emploi qu'elle conservera jusqu'en 1965. Elle fait partie de l'équipe éditoriale du mensuel Das Magazin de 1965 à 1967. Elle y rencontre Arno Fischer avec qui elle commence des études de photographie, et qui deviendra son mari en 1985. L'année suivante, elle devient membre en tant que photographe indépendante du groupe Direkt.
À partir de 1969, ses photos paraissent régulièrement dans l'hebdomadaire Sonntag, puis en 1973 dans le magazine de mode Sibylle. Elle travaille aussi pour Der Morgen et Greifenverlag. Elle collabore également avec le magazine Géo et rapporte des images d'Afrique et d'Asie et produit des photoreportages sur New York, Tokyo et São Paulo. 
En 1974, elle montre sa première exposition personnelle à Berlin. Elle est chargée de documenter la construction du forum Marx-Engels à Berlin-Mitte, de 1975 à 1986.
En 1990, elle fait partie des membres fondateurs de l'agence de photographie Ostkreuz,. L'année suivante, elle participe au projet Almediterrana 92 à Almería. En 1994, elle rejoint l'Académie des arts de Berlin. Elle donne également des cours à Ostkreuzschule für Fotografie und Gestaltung à Berlin-Weißensee.
En 2004, après avoir vécu durant 28 ans dans leur appartement du 12 Shiffbauerdamm, Bergemann et Fischer doivent le quitter, car il doit être rénové. Cet appartement situé à côté de la gare de Friedrichstraße, était un lieu de rencontre apprécié aussi bien par de nombreux photographes de RDA, que de photographes internationaux tels que Henri Cartier-Bresson, Helmut Newton, Robert Frank, Barbara Klemm, Ellen Auerbach ou Josek Koudelka.
Durant les années 2006/2007, l'artiste présente des expositions importantes à l'Académie des arts de Berlin et au musée de la photographie à Brunswick. En 2010, elle présente son travail dans l'exposition de groupe Ostzeit, Histoire d'un pays passé, à la Haus der Kulturen der Welt à Berlin.
Après un combat long d'un an contre le cancer, Sibylle Bergemann meurt le 1er novembre 2010 à Gransee à l'âge de 69 ans.

## Expositions

### Personnelles (liste non exhaustive)
- 1974 : Haus der Jungen Talente, Berlin
- 1981 : Neue Dresdner Galerie, Dresde
- 1987 : Immer derselbe Himmel. Club der Kulturschaffenden, Berlin
- 1990 : PPS Galerie, Hambourg, (avec Ute Mahler)
- 1991 : Centre régional de la photographie, Douchy-les-Mines, France
- 1992 : Museum für Kunst und Kulturgeschichte Dortmund, (avec Horst Wackerbarth)
- 1992 : Almediterranea 92. Projet international, École des Arts, Almeria, Espagne
- 1997 : es ist einmal. Land Brandenburg Lotto GmbH, Potsdam
- 1998 : Engel in der Stadt. Galerie le Manège, Kulturbrauerei, Berlin
- 2000 : Zeig mir dein liebstes Gut. Museum Berlin-Kreuzberg, Berlin
- 2000 : Yva, Bergemann, McGrew. Postfuhramt (de), Berlin
- 2003 : Pinacoteca, São Paulo, Brésil
- 2004 : Galerie Argus, Berlin
- 2004 : Finissage, Abschied vom Schiffbauerdamm, Wohnung Schiffbauerdamm, Berlin
- 2006 : Galerie Robert Morat, Hambourg (avec Arno Fischer)
- 2006 : Académie des arts, Berlin,
- 2007 : Sibylle Bergemann. Verblassende Erinnerung. Museum für Photographie (Brunswick)
- Depuis 2009 : Sibylle Bergemann. Photographien
- 2010 : L'Allure des femmes, Johanna Breede
- 2011 : Leonhardi-Museum, Dresde
- 2011 : Polaroids C/O Berlin, Berlin
- 2011 : Sibylle Bergemann. Die Polaroids, Johanna Breede
- 2011 (-12) : Ein Traum von Theater - Sibylle Bergemann und das Theater RambaZamba, Willy-Brandt-Haus, Berlin
- 2022 : Ville, campagne, chien[6]

### De groupe (liste non exhaustive)
- 2010 : Eros und Stasi. Ostdeutsche Fotografie Sammlung Gabriele Koenig. Ludwig Forum für Internationale Kunst, Aix-la-Chapelle
- 2010 : Invisible Past - Bilder einer verschwindenden Zeit, Johanna Berede